# 자사그 보두올러거타이 친왕
자사그 보두올러거타이 친왕(만주어: jasaγ Boduolegetai cin wang, 한국 한자: 扎萨克博多勒噶台亲王 찰살극박다륵갈태친왕)은 청나라의 도르기 자사크 몽고(내찰살극몽고) 커얼친 좌익후기에서 세습된 자사그 호쇼이 친왕이다. 족보상으로는 칭기즈 칸의 남동생 주치 카사르의 후손들이다.
1636년(숭덕 원년) 숭덕제가 동고르를 투시예공에 봉했고, 1650년(순치 7년) 작위의 격을 기윤왕으로 높였다. 1854년(함풍 4년) 제11대 군왕 셍게린첸이 군공을 이유로 보두올러거타이 친왕으로 진봉되었고 세습망체가 허락되었다.
| 세대                                       | 성명                     | 재위                     | 비고                               |
| 투시예공 (1636년-1650년)                   | 투시예공 (1636년-1650년) | 투시예공 (1636년-1650년) | 투시예공 (1636년-1650년)           |
| ------------------------------------------ | ------------------------ | ------------------------ | ---------------------------------- |
| 제1세대                                    | 동고르                   | 1636년－1643년           |                                    |
| 제2세대                                    | 창길륜                   | 1648년－1650년           | 동고르의 아들                      |
| 도로이 기윤왕 (1650년-1854년)              |                          |                          |                                    |
|                                            | 창길륜                   | 1650년－1664년           |                                    |
| 제3세대                                    | 포체례                   | 1664년－1684년           | 창길륜의 아들                      |
| 제4세대                                    | 찰갈이도이길             | 1684년－1685년           | 포체례의 아들                      |
| 제5세대                                    | 대포                     | 1685년－1710년           | 찰갈이도이길의 아들                |
| 제6세대                                    | 아라포탄                 | 1710년－1716년           | 대포의 아들                        |
| 제7세대                                    | 나복장라십               | 1716년－1738년           | 아라포탄의 동생                    |
| 제8세대                                    | 치미더르지               | 1738年－1782年           | 나복장라십의 아들                  |
| 제9세대                                    | 파륵주이                 | 1782년－1783년           | 치미더르지의 동생                  |
| 제10세대                                   | 소드남도르지             | 1783년－1825년           | 파륵주이의 아들                    |
| 제11세대                                   | 성거린친                 | 1825년－1854년           | 소드남도르지의 양자                |
| 자사그 보두올러거타이 친왕 (1854년-1930년) |                          |                          |                                    |
|                                            | 성거린친                 | 1854년－1865년           |                                    |
| 제12세대                                   | 보얀나모후               | 1865년－1891년           | 성거린친의 아들                    |
| 제13세대                                   | 아무를링구이             | 1891년－ 1930년          | 보얀나모후의 손자, 나어르수의 아들 |

## 참고 자료
- 高文德、蔡志纯. 蒙古世系. 中国社会科学出版社.
- 赵尔巽. 清史稿·藩部世表. 中华书局.